# Campeonato Mundial de Baloncesto Sub-21
El Campeonato Mundial de Baloncesto Sub-21 fue una competición internacional de selecciones nacionales de baloncesto para jugadores menores de 21 años. El torneo era organizado por la FIBA cada cuatro años.

## Torneo Masculino

### Historia
Originalmente fue un torneo para la categoría Sub-22. Hasta que la FIBA  bajó el cumplimiento de edad en diciembre de 1998, pasando finalmente a ser Sub-21.

### Formato del torneo
En la primera fase los equipos eran distribuidos en dos grupos de seis cada uno.
En cada grupo los equipos se enfrentaban todos contra todos y clasificaban los cuatro primeros.
La segunda fase se jugaba con el sistema de eliminación directa con cuartos de final, semifinales y final.

### Ediciones
| Año           | Sede      |                | Campeón | Resultado   | Subcampeón |       | Tercero              | Resultado | Cuarto |
| 1993 Detalles | España    | Estados Unidos | 87-73   | Francia     | Brasil     | 79-76 | Italia               |           |        |
| 1997 Detalles | Australia | Australia      | 88-73   | Puerto Rico | Yugoslavia | 84-72 | Argentina            |           |        |
| 2001 Detalles | Japón     | Estados Unidos | 89-80   | Croacia     | Argentina  | 87-82 | República Dominicana |           |        |
| 2005 Detalles | Argentina | Lituania       | 65-63   | Grecia      | Canadá     | 79-74 | Australia            |           |        |

### Medallero Histórico
| Núm. | País           | Oro | Plata | Bronce | Total |
| ---- | -------------- | --- | ----- | ------ | ----- |
| 1    | Estados Unidos | 2   | 0     | 0      | 2     |
| 2    | Australia      | 1   | 0     | 0      | 1     |
| 2    | Lituania       | 1   | 0     | 0      | 1     |
| 4    | Croacia        | 0   | 1     | 0      | 1     |
| 4    | Francia        | 0   | 1     | 0      | 1     |
| 4    | Grecia         | 0   | 1     | 0      | 1     |
| 4    | Puerto Rico    | 0   | 1     | 0      | 1     |
| 8    | Argentina      | 0   | 0     | 1      | 1     |
| 8    | Brasil         | 0   | 0     | 1      | 1     |
| 8    | Canadá         | 0   | 0     | 1      | 1     |
| 8    | Yugoslavia     | 0   | 0     | 1      | 1     |

## Torneo Femenino

### Historia
El torneo femenino fue dominado por los Estados Unidos, que ganó ambas ediciones perdiendo solo un partido, totalizando un récord de 15-1.

### Formato del torneo
En la primera fase los equipos eran distribuidos en dos grupos de seis cada uno.
En cada grupo los equipos se enfrentaban todos contra todos y clasificaban los cuatro primeros.
La segunda fase se jugaba con el sistema de eliminación directa con cuartos de final, semifinales y final.

### Ediciones
| Año           | Sede    |                | Campeón | Resultado | Subcampeón |       | Tercero | Resultado | Cuarto |
| 2003 Detalles | Croacia | Estados Unidos | 71-55   | Brasil    | Francia    | 80-66 | Croacia |           |        |
| 2007 Detalles | Rusia   | Estados Unidos | 96-73   | Australia | Francia    | 67-61 | Rusia   |           |        |

### Medallero Histórico
| Núm. | País           | Oro | Plata | Bronce | Total |
| ---- | -------------- | --- | ----- | ------ | ----- |
| 1    | Estados Unidos | 2   | 0     | 0      | 2     |
| 2    | Australia      | 0   | 1     | 0      | 1     |
| 2    | Brasil         | 0   | 1     | 0      | 1     |
| 4    | Francia        | 0   | 0     | 2      | 2     |